# Хренова (Войник)
Хренова (словен. Hrenova) — поселення в общині Войник, Савинський регіон, Словенія. 
Висота над рівнем моря: 309 м.